# Geissorhiza brehmii
Geissorhiza brehmii är en irisväxtart som beskrevs av Christian Friedrich Frederik Ecklon och Friedrich Wilhelm Klatt. Geissorhiza brehmii ingår i släktet Geissorhiza och familjen irisväxter. Inga underarter finns listade i Catalogue of Life.